# María Cecilia Perrín de Buide
María Cecilia Perrín de Buide (Punta Alta, 22 de febrero de 1957-Punta Alta, 1 de marzo de 1985) fue una laica de Argentina que tras negarse a practicarse un aborto terapéutico muere por su enfermedad. La Iglesia católica la declaró con el título de sierva de Dios. Su causa de beatificación se inició en febrero de 2007.

## Biografía
María Cecilia Perrín nació en Punta Alta, Buenos Aires, Argentina, el 22 de febrero de 1957. Hija de Angelita y Manolo Perrín, fue la tercera de cinco hermanos en el seno de una familia de profundas raíces cristianas. El 20 de mayo de 1983, tras dos años de noviazgo, Cecilia contrajo matrimonio con Luis Buide.
Estando embarazada le detectaron un cáncer irreversible. Los médicos consideraron la posibilidad de realizarle un aborto terapéutico para salvar su vida, pero ella se negó rotundamente por su férrea convicción cristiana, sabiendo que esto haría imposible su supervivencia.
Cecilia falleció ocho meses después, ya que su enfermedad había avanzado mucho y ya no había modo de curarla. Sus restos mortales descansan en el cementerio de la Mariápolis Lía, en la localidad de O´Higgins, provincia de Buenos Aires, donde es visitada por cientos de personas y madres embarazadas.
Su cita más conocida es: «Hoy le pude decir a Jesús que sí. Que creo en su amor más allá de todo y que todo es Amor de Él. Que me entrego a Él».
El 10 de noviembre de 2005 la Santa Sede declaró a Perrín de Buide Sierva de Dios, dando así el consentimiento para que se inicie su causa de beatificación y canonización. Su proceso de beatificación se inició en febrero de 2007.